# Каринское сельское поселение (Кировская область)
Каринское сельское поселение — муниципальное образование в составе Слободского района Кировской области России.
Центр — село Карино.

## История
Каринское сельское поселение образовано 1 января 2006 года согласно Закону Кировской области от 07.12.2004 № 284-ЗО.

## Население
| 2010 | 2012 | 2013 | 2014 | 2015 | 2016 | 2017 |
| ---- | ---- | ---- | ---- | ---- | ---- | ---- |
| 710  | ↘697 | ↘656 | ↘642 | ↘632 | →632 | ↘622 |
| 2018 | 2019 | 2020 | 2021 |      |      |      |
| ↘611 | ↗615 | ↘582 | ↘528 |      |      |      |

## Состав
В состав поселения входят 11 населённых пунктов (население, 2010):
| - село Карино — 690 чел.; - деревня Вареницы — 2 чел.; - деревня Деветьяров — 0 чел.; - село Игумново — 0 чел.; - деревня Касаткин Перевоз — 0 чел.; - деревня Митюково — 0 чел.; | - деревня Низовцы — 0 чел.; - деревня Одинцы — 0 чел.; - деревня Сизево — 16 чел.; - деревня Хлюпинцы — 2 чел.; - деревня Шамарданово — 0 чел. |